# Pomacentrus australis
 Pomacentrus australis és una espècie de peix de la família dels pomacèntrids i de l'ordre dels perciformes.

## Morfologia
Els mascles poden assolir els 8 cm de longitud total.

## Distribució geogràfica
Es troba a la meitat sud de la Gran Barrera de Corall i a Nova Gal·les del Sud (Austràlia).